# Sirop de riz brun

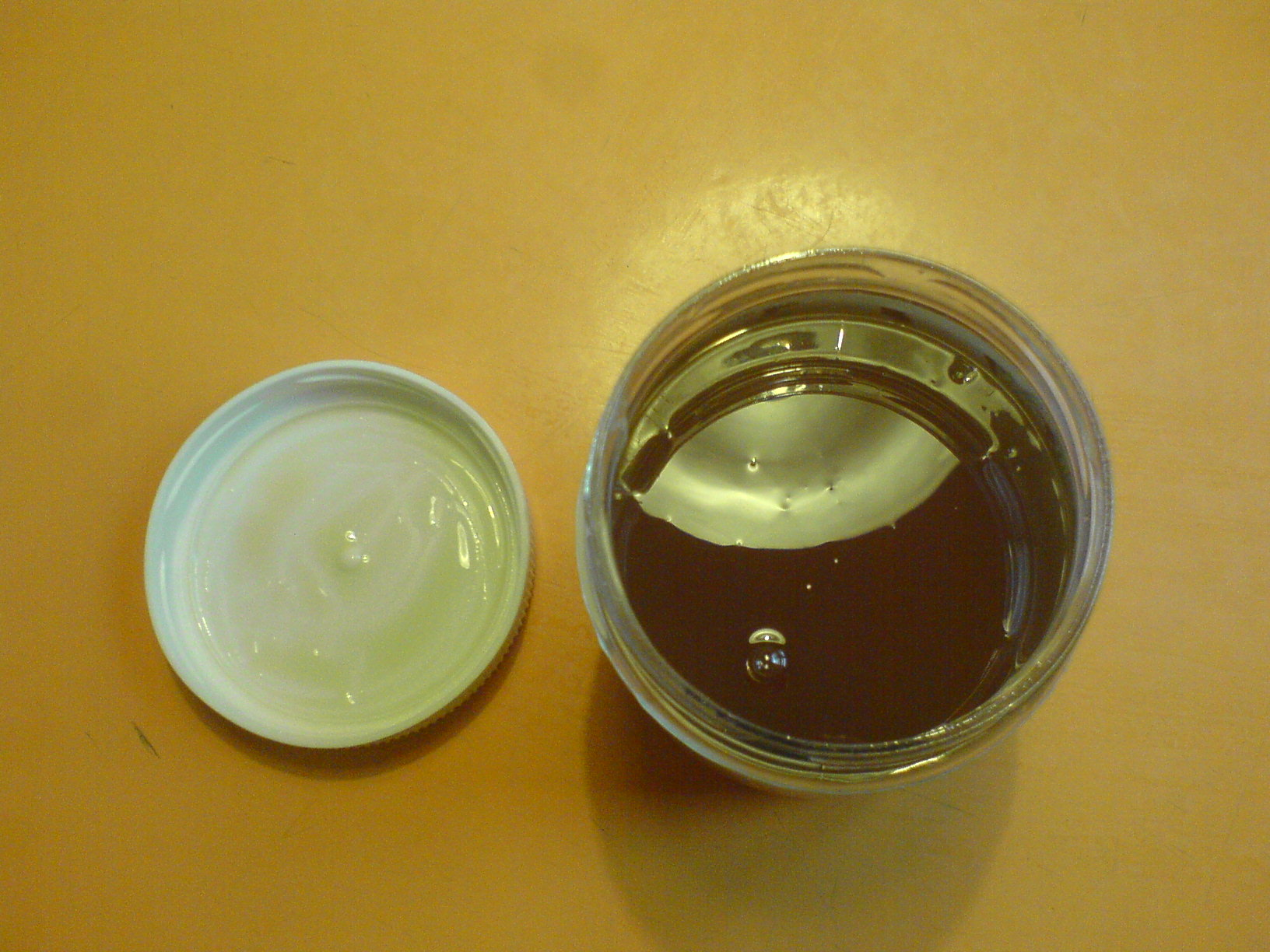
Pot de sirop de riz brun.

Le sirop de riz brun (ou sirop de riz) est un concentré édulcorant produit à partir de la fermentation de grains de riz et d'orge entière (ou malté).
La fermentation enzymatique de l'amidon contenu dans le riz et l'orge est transformé pour moitié en sucres complexes (oligoside) et pour moitié en sucres simples (45 % de maltose et 3 % de glucose). Le ratio entre les différents types de sucre dépendra des paramètres de la fermentation (temps, température et origine de l'enzyme). Le mélange est filtré et concentré par évaporation de l'eau afin d'obtenir finalement un sirop épais qui possède une légère saveur de caramel. 
Les différents sucres ne sont pas assimilés en même temps : le glucose est absorbé rapidement, tandis que le maltose est digéré de une heure à une heure trente, et il faudra attendre de deux à trois heures pour la digestion complète des oligosides. Ces différentes vitesses d'absorption fournissent de l'énergie de façon constante et sur une longue période de temps. C'est pour cette raison qu'il est utilisé dans les produits à destination des sportifs.
Le sirop de riz brun, utilisé comme édulcorant, peut remplacer une partie du sucre et de la cassonade dans la préparation de nombreux plats et desserts.